# Tetrastichus mimus
Tetrastichus mimus är en stekelart som först beskrevs av Perkins 1912.  Tetrastichus mimus ingår i släktet Tetrastichus och familjen finglanssteklar. Inga underarter finns listade i Catalogue of Life.